# 84 Charlie Mopic
84 Charlie MoPic is een Amerikaanse oorlogsfilm uit 1989 die oogt als een documentaire over een "long range reconnaissance patrol" (LRRP), een langeafstandsverkenningspatrouille. De film speelt zich af tijdens de Vietnamoorlog. De camera filmt vanuit het standpunt van een lid van de patrouille, waar de titel naar verwijst: "MoPic". Hij kreeg de bijnaam omwille van zijn alfanumerieke militaire specialiteit, 84C20, "Motion Picture specialist".

## Stijl
De film toont het leven van een patrouille diep in het Vietnamese oerwoud. De filmmaker Patrick Sheane Duncan kiest een reportagestijl waarbij hij een steadycam gebruikt. De stabiele beeldopname brengt rust terwijl de vele bewegende beelden de actiescènes versterken. De lowbudgetfilm werd gefilmd in Zuid-Californië en is een vroeg voorbeeld van "found footage", een stijl die voorkomt in "Blair Witch Project" en "Paranormal activity". Het realisme of naturalisme komt op verschillende wijzen tot uiting. De film toont het gewone leven van de mensen in een oorlogssituatie.
- Het geweld is natuurlijk met de schrik die de soldaten ervaren
- De overlevingsdrang is menselijk
- De belichting is natuurlijk
- De Vietnamese soldaat is de permanente schrik die de soldaten vrees aanjaagt
- De soldaten hebben natuurlijk en herkenbaar gedrag die de steadicam cameravoering versterkt
- Burgers maken deel uit van het landschap dat de oorlog gelaten ondergaat
- De filmmaker werkt de tegenstelling tussen Amerikaan en de Vietnamees uit met vergelijkende scènes

|                 | Amerikaanse soldaat             | Vietnameese soldaat                      |
| --------------- | ------------------------------- | ---------------------------------------- |
| Materiaal       | Modern                          | Zeer eenvoudig                           |
| Herkenbaarheid  | Westers                         | Aziatisch                                |
| Gevoelsbeleving | Menselijke schrik               | Bedreigend                               |
| Personages      | Beperkt aantal met directe band | Veelheid van mensen met beperkte binding |

## Thema's
MoPIC filmt zijn patrouille in het oerwoud. In de film komen diverse thema's aan bod:
- Spanning
- Schrik
- Gruwel
- Groepsgeest
- Onzekerheid
- Leiding en hiërarchie

## Rolverdeling
| Acteur              | Personage    |
| ------------------- | ------------ |
| Jonathan Emerson    | "LT"         |
| Nicolas Cascone     | "Easy"       |
| Jason Tomlins       | "Pretty Boy" |
| Christopher Burgard | "Hammer"     |
| Glenn Morshower     | "Cracker"    |
| Richard Brooks      | "OD"         |
| Byron Thames        | MoPic        |

## Synopsis
Tijdens een vijfdaagse patrouille diep in "Indian land", een gebied onder controle van het Noord-Vietnamese leger, volgt  cameraman 84 Charlie MoPic het leven van een speciale eenheid van zes mannen. De film begint met de aankomst van de verkenningspatrouille in Vietnam in 1969. Luitenant Drewry is net afgestudeerd en geniet weinig respect. Sergeant O'Donigan, bijgenaamd OD, neemt de spontane leiding door zijn ervaring. De camera registreert alle facetten van de oorlog: de verveling, de flauwe moppen, de angst en de gruwel. Amerikaanse soldaten sneuvelen voor de cameralens en MoPic wil overleven om zijn film aan de wereld te tonen. Wat een routinemissie moest zijn, draait uit op een overlevingsstrijd.